# ريتش هيل (لاعب كرة قاعدة)
ريتش هيل (بالإنجليزية: Rich Hill)‏، هو لاعب كرة قاعدة أمريكي، ولد في عقد 1960.